# Susie Pop
Susie Pop (Sevilla, 6 de abril de 1975-Madrid, 23 de noviembre de 2008) fue una artista española integrante del grupo musical Nancys Rubias.

## Historia
Nacida en Sevilla el 6 de abril de 1975, con 18 años se trasladó a Madrid y comenzó a vivir su verdadera identidad con el nombre de "Susie". Desde 1993 sería muy frecuente verla por la desaparecida sala "Revolver", con su inseparable amigo "Luisito Pop" o Putirecords; eran auténticos personajes por aquel entonces intentando que ese Madrid en cierta manera se pareciera a la Movida de los ochenta. Pronto se hizo habitual de la ruta nocturna de la ciudad, frecuentando locales como Xenón y Voltereta, poniendo en marcha efímeros proyectos musicales con su amigo Putirecords. A finales de los noventa, cuando Fangoria resurgió con el disco Una temporada en el infierno, era fácil verla en la primera fila de sus conciertos vestida con una enorme pamela, o encontrarla haciendo cola en la Gran Vía madrileña, esperando su turno a la puerta de la desaparecida tienda Madrid Rock, para que sus ídolos le autografiaran su disco.
En junio de 2003, durante la fiesta del 40° cumpleaños de Alaska en la sala Morocco, Susie interpretó un inolvidable playback de la canción Happy House del grupo Siouxsie & the Banshees y, tras una etapa formando parte del grupo de bailarinas bautizado como Ballet Special K, que acompañaba a Fangoria durante sus conciertos, fundó en 2004 junto a Mario Vaquerizo el grupo "Nancys Rubias" grupo con el que llegó a grabar tres discos con la discográfica Warner Music, con éxitos como "Sálvame", "Corazón de Hielo" o "Di que Sí" entre otros. No dejaba de sorprender que Susie compaginase los rodajes de glamurosos videoclips en Las Vegas con su trabajo en el guardarropa del club Berlín Cabaret, una de las salas más pintorescas y uno de los puntos clave del circuito transformista de la capital española.

## Fallecimiento
Fue encontrada muerta la madrugada del 23 de noviembre de 2008, tras haberse lanzado al vacío desde el Viaducto de Segovia en Madrid (calle Bailén), próximo al Palacio Real. Tenía 33 años. Fue enterrada en el Cementerio Sur de Madrid.

## Discografía
- Con Nancys Rubias:
  - 2005 Nancys Rubias
  - 2007 Gabba Gabba Nancys
  - 2009 Una Cita Con Nancys Rubias